# 陳駿霖
陳駿霖（英語：Arvin Chen，1978年11月26日—），臺灣裔美國導演，父母親皆是台灣人，於美國波士頓出生和在三藩市灣區長大，於美國柏克萊加州大學建築學系畢業。大三那年，曾在美國擔任楊德昌導演工作室的助理，原本準備接手家族事業的他，從此改變人生方向。畢業後，回到台灣隨楊德昌學習電影，曾經參與《一一》的拍攝工作。兩年後回到美國，就讀南加大的電影碩士。畢業製作短片作品《美》獲得2007年第五十七屆柏林國際電影節短片競賽項目銀熊獎，而首部長片《一頁台北》更在第六十屆柏林國際電影節榮獲「亞洲電影評審團獎」（NETPAC Award）獎項。

## 作品

### 長片
- 2009年，《一頁台北》
- 2012年，《明天記得愛上我》
- 2022年，《初戀慢半拍》

### 短片
- 2006年，《美》（Mei）
- 2008年，《吃》（Eat）
- 2011年，《10+10》中的〈256巷14號5樓之1〉（LANE 256）

## 榮耀
- 《美》榮獲第五十七屆柏林國際電影節短片競賽項目銀熊獎（Silver Berlin Bear）
- 《美》榮獲第八屆華盛頓哥倫比亞特區亞太及美洲電影節短片競賽項目最佳劇情短片（Best Narrative Short）
- 《一頁台北》榮獲第六十屆柏林國際電影節青年導演論壇榮獲「亞洲電影評審團獎」（NETPAC Award）[1]
- 《一頁台北》榮獲2010年巴塞隆拿亞洲電影節「金榴槤獎」
- 《南京東路》榮獲2010年金馬創投會議「影後製獎」[2]
- 《一頁台北》入圍2011年第十一届华语电影传媒大奖「最佳新导演」[3]
- 《10+10》為2011年金馬國際影展開幕片
- 《10+10》入圍2012德國柏林影展電影大觀單元

## 電台訪問
- 2010年8月21日：雷霆881《一台好戲》

## 外部連結
- 陳駿霖在互联网电影资料库（IMDb）上的資料（英文）
- Arvin Chen - Mei （页面存档备份，存于）
- Arvin Chen - Au Revoir Taipei （页面存档备份，存于）